# أيفوري كروكت
أيفوري كروكت (بالإنجليزية: Ivory Crockett)‏ هو منافس ألعاب قوى أمريكي، ولد في 24 أغسطس 1948.